# Inanidrilus makropetalos
Inanidrilus makropetalos är en ringmaskart som beskrevs av Erséus 2003. Inanidrilus makropetalos ingår i släktet Inanidrilus och familjen glattmaskar. Inga underarter finns listade i Catalogue of Life.